# 巴尔德马德拉
巴尔德马德拉，是西班牙拉里奥哈自治区的一个市镇。总面积14平方公里，总人口12人（2001年），人口密度1人/平方公里。